# VideoLAN Movie Creator
VideoLAN Movie Creator (сокр. VLMC) — нелинейный свободный видеоредактор, основанный на  VLC.
Программа находится на раннем этапе разработки, поэтому на данный момент обладает лишь простейшими функциями работы с видео: нарезка и склейка видео, наложение звуковой дорожки и др.
28 ноября 2010 года в редакторе появились функции работы с видеоэффектами: 3dflippo, baltan, color distance, edgeglow, luminance, transparency, vertigo, water и др.
Интерфейс программы поддерживает 14 языков: бразильский португальский, каталанский, китайский (упрощённый), чешский, немецкий, французский, итальянский, японский, румынский, русский, испанский, словацкий, шведский, украинский.